# Вулька-Щецька
Вулька-Щецька (пол. Wólka Szczecka) — село в Польщі, у гміні Госцерадув Красницького повіту Люблінського воєводства.
Населення — 131 особа (2011).
У 1975-1998 роках село належало до Тарнобжезького воєводства.

## Демографія
Демографічна структура станом на 31 березня 2011 року:
|          | Загалом | Допрацездатний вік | Працездатний вік | Постпрацездатний вік |
| -------- | ------- | ------------------ | ---------------- | -------------------- |
| Чоловіки | 61      | 10                 | 37               | 14                   |
| Жінки    | 70      | 12                 | 36               | 22                   |
| Разом    | 131     | 22                 | 73               | 36                   |